# Hymn Curaçao
Hymn Curaçao (papiamento: Himno di Kòrsou) – hymn narodowy Curaçao. Składa się z ośmiu zwrotek, jednak tylko pierwsza i ostatnia są oficjalnie śpiewane. Hymn ma na celu wychwalanie wspaniałości wyspy. Dzień flagi i hymnu jest na Curaçao obchodzony 2 lipca.

## Historia
Słowa zostały pierwotnie napisane przez zakonnika pochodzącego z Holandii podczas świętowania koronacji królowej Wilhelminy w 1898. Pieśń była znana jako Den Tur Nashon Nos Patria Ta Poko Konosí (W każdym kraju nasza ojczyzna jest mało znana). Przez wiele lat śpiewana podczas Dnia Królowej (Koninginnedag). Hymn Curaçao od 26 lipca 1978.

## Wystąpienie
18 czerwca 2003 rząd Curaçao uregulował kwestie użycia hymnu. Zwykle śpiewane są dwie zwrotki, pierwsza i ostatnia. Wyjątki są przy okazji:
- rozpoczęcia przez posłów lub członków rządu swojej kadencji
- świąt państwowych lub obchodów ważnego wydarzenia
- podnoszenia flagi podczas wydarzeń organizowanych przez rząd

Wszystkie stacje telewizyjne i radiowe emitują hymn o północy w Nowy Rok oraz każdego dnia na rozpoczęcie i zakończenie audycji. Różne stacje radiowe grają hymn także w południe. Hymn może być śpiewany jedynie w papiamento.